# テージモ
テージモ（イタリア語: Tesimo ; ドイツ語: Tisens ティーゼンス）は、イタリア共和国トレンティーノ＝アルト・アディジェ州ボルツァーノ自治県にある、人口約2,000人の基礎自治体（コムーネ）。

## 地理

### 位置・広がり
ボルツァーノ自治県西南部に位置するコムーネ。メラーノから南へ約12km、県都ボルツァーノから西北西へ約16km、州都トレントから北へ約55kmの距離にある。

#### 隣接コムーネ
隣接するコムーネは以下の通り。
- ガルガッツォーネ
- ラーナ
- ナッレス
- サン・パンクラーツィオ
- セナーレ＝サン・フェリーチェ

## 行政

### 分離集落
テージモには、以下の分離集落（フラツィオーネ）がある。
- Caprile/Gfrill, Grissiano/Grissian, Narano/Naraun, Plazzoles/Platzers, Prissiano/Prissian, Schernag, Freienberg

### Comunità comprensoriale
ボルツァーノ自治県が設けた行政区画 Comunità comprensoriale では、ブルグラヴィアート / ブルクグラーフェンアムト  (Burggrafenamt) （中心地: メラーノ）に属する。
- ブルクグラーフェンアムト
- ブルクグラーフェンアムトのコムーネ（中心地メラーノは9）。テージモは22。

## 住民

### 言語
| 言語集団調査（2011年） | 言語集団調査（2011年） | 言語集団調査（2011年） | 言語集団調査（2011年） | 言語集団調査（2011年） |
| ---------------------- | ---------------------- | ---------------------- | ---------------------- | ---------------------- |
|                        |                        |                        |                        |                        |
| ドイツ語               | ドイツ語               |                        | 97.71%                 | 97.71%                 |
| イタリア語             | イタリア語             |                        | 1.96%                  | 1.96%                  |
| ラディン語             | ラディン語             |                        | 0.34%                  | 0.34%                  |

2011年に行われた、住民がドイツ語・イタリア語・ラディン語のいずれの「言語集団」に属するかの調査によれば（ボルツァーノ自治県#言語集団調査参照）、住民の約98%がドイツ語話者である。